# Валье-де-ла-Луна (Чили)
Валье-де-ла-Луна (исп. Valle de la Luna — лунная долина) — пустынная местность и туристическая достопримечательность на севере Чили, расположена в 15 км к западу от города Сан-Педро-де-Атакама, область Антофагаста. С 1982 года эта долина входит в состав национального заповедника Лос-Фламенкос.

## География и геология

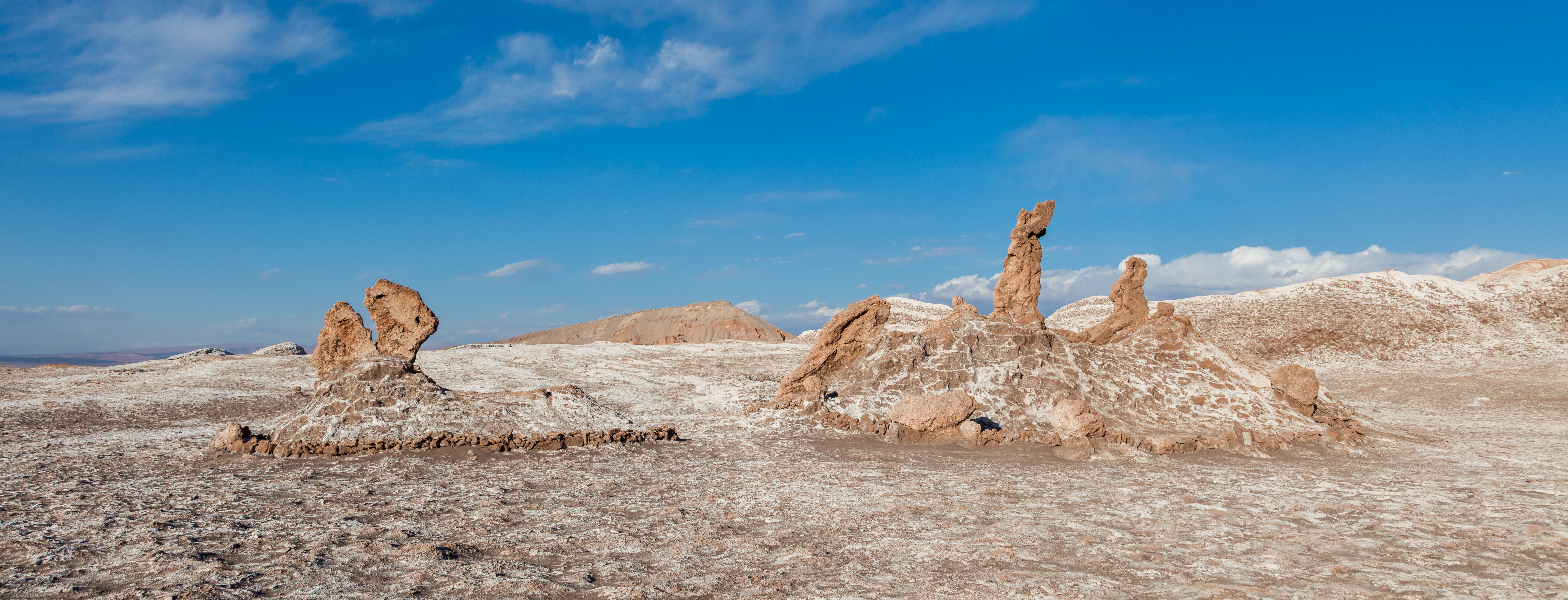
Пейзажи Валье-де-ла-Луна

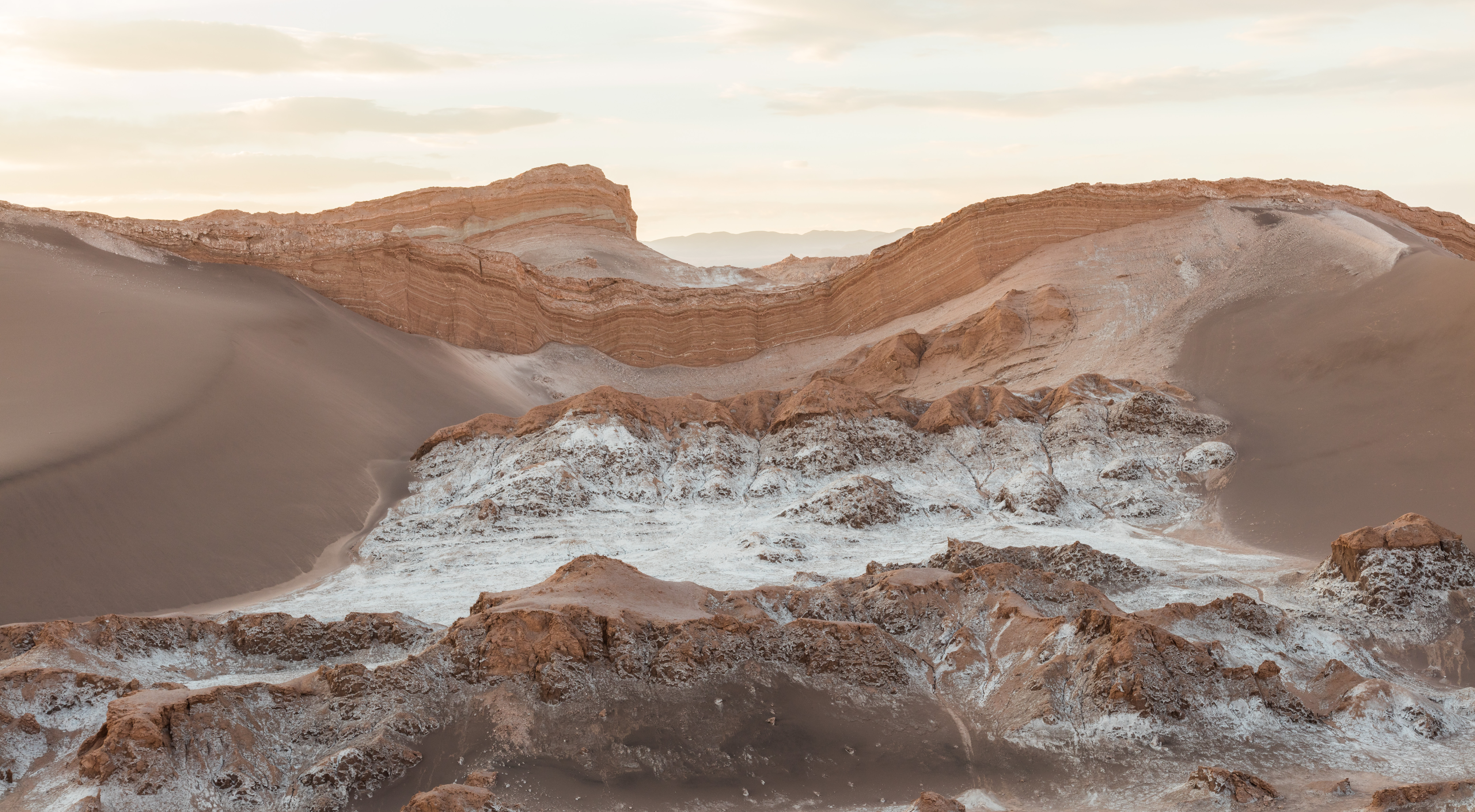
Валье-де-ла-Луна

Валье-де-ла-Луна расположена к северу от солончака Салар-де-Атакама во впадине, окружённой холмами высотой до 500 м хребта Кордильера-де-ла-Саль (восточного отрога горной цепи Кордильера-Домейко). В 15 км к северо-востоку располагается город Сан-Педро-де-Атакама.
Геологически Валье-де-ла-Луна располагается на массивном (толщиной в десятки метров) горизонте галита (разновидности каменной соли), принадлежащем к формации Сан-Педро (олигоцен — ранний миоцен). Поверх этого пласта располагаются молодые, но прочно сцементированные слои песка и гравия, а сам он покоится на меловой структуре растяжения. Эрозия солевого пласта и песчаных наслоений породила привлекающие туристов причудливые формы и фигуры Валье-де-ла-Луна. Редкие дожди на территории Валье-де-ла-Луна (годовая норма осадков менее 20 мм) способствуют проникновению солёной воды сквозь соляную корку и возникновению при её последующем испарении пузырей и невысоких кромок из чистой соли на поверхности.
Несмотря на суровость природных условий, в Валье-де-ла-Луна обитают южноамериканские лисицы и гнездятся крапивники, дрозды и хищные птицы.

## Туризм
С 1982 года Валье-де-ла-Луна входит в состав национального заповедника Лос-Фламенкос. Путеводитель Фроммера называет Валье-де-ла-Луна лучшим местом для того, чтобы полюбоваться красками пустыни Атакамы в закатные часы, когда золотистый цвет сменяет фиолетовый, а также рекомендует посетить эту местность при полной луне, когда игра теней придаёт и без того причудливому пейзажу ещё более таинственный вид.